# Лагань
Лагань (калм. Лагань) — місто (з 1963) в Росії, адміністративний центр Лаганського району Калмикії.

## Географія
Місто розташоване за 9 км від узбережжя Каспійського моря, за 310 км від Елісти.

## Населення
| Чиселеність населення, чол. | Чиселеність населення, чол. | Чиселеність населення, чол. | Чиселеність населення, чол. | Чиселеність населення, чол. | Чиселеність населення, чол. | Чиселеність населення, чол. |
| 1939                        | 1959                        | 1970                        | 1979                        | 1989                        | 2002                        | 2010                        |
| --------------------------- | --------------------------- | --------------------------- | --------------------------- | --------------------------- | --------------------------- | --------------------------- |
| 8,6 тис.                    | 10 826                      | 13 922                      | 14 456                      | 15 824                      | 14 345                      | 13 770                      |

## Історія
Дата заснування — 1870 рік. Виникло як селище селян-переселенців з центральної Росії на острові Лагань. Назва острова з монгольського «лаг» — «мулистий». З 1936 року робітниче селище. Після депортації калмицького народу і ліквідації автономної республіки в 1944 році назва Лагань було замінено на Каспійське. Ця назва збереглася і при відновленні калмицької автономії в 1957 р. Місто з 1963 р. У 1991 р. місто отримує первісну назву Лагань.

## Економіка
З точки зору туризму місто цікаве близькістю до Каспію. Саме в районі міста Лагань розташовуються великі площі цвітіння рожевого лотосу. Сам Каспій в цьому районі усипаний каналами. Дуже гарні умови для вітрильного спорту та риболовлі.